# Margaret Ortega
Margaret Marie Necio Ortega (26 de noviembre de 1993, Manila), conocida artísticamente como Margaret Ortega. Es una cantautora filipina que reside en Hong Kong. El 1 de julio de 2010, fue ganadora en el evento de Factor Estrella 2010, un concurso de canto que fue organizado en Hong Kong. Ella ha estado llevando a cabo en numerosos eventos en Filipinas, festejando los 70 Aniversario como día de los intérpretes de la música filipina. Además se encuentra bajo contrato del sello "ALV Talento Circuit Inc.". También ha sido galardonada con el premio "Ani ng Dangal", gracias a sus logros en la música en la escena internacional, organizada por NCCA, que fue presentado en el Palacio Malacañang. Margaret también ha sido galardonada con un premio denominado "Awit" (premio internacional) por la Asociación Filipina de la industria discográfica, Inc (PARI). Además del inglés, Margaret ella también habla filipino y chino cantonés y mandarín.

## Educación
Se graduó en la Escuela de Isla Sur, Margaret Ortega no se había dado cuenta de su potencial musical, hasta unirse a Factor Estrella. Margaret había estado involucrada en muchos deportes universitarios en su escuela secundaria. Ella formaba parte de una selección de fútbol junior varsity femenino. También formó parte del equipo universitario de baloncesto, respectivamente. Unos años después antes de formar parte del Factor Estrella, Margaret comenzó aprender a tocar la guitarra junto con su madre.

## En Factor Estrella o Factor Star
Margaret derrotó a 12 concursantes. Obtuvo el primer premio de 3.000 HKD, un trofeo de sesión, para entrar a los estudios de grabación de MadMax. Ella interpretó un tema musical titulado "Terrified" o "Aterrorizado", escrito por los exjueces de American Idol, los cantautores Kara DioGuardi y Jason Reeves.
Margaret llamó la atención a los medios de comunicación internacionales. Su primera entrevista después de la competición que fue publicado, como la Estrella Filipina. Las entrevistas con muchos espectáculos lo realizaron diferentes medios y programas de televisión como 24Oras en GMA7,  Biyaheng Langit, RatedK de ABS-CBN, News5 Aksyon en TV5 y entre los otros.

## Carrera musical
Su estilo musical es de una fusión suave y acústica, en la que aplica los géneros musicales como el pop y jazz. Margaret ha publicado algunos videos musicales y oficiales, siendo archivos de audio en sus cuentas oficiales de YouTube y Facebook.